# Ecdyonurus alpinus
Ecdyonurus alpinus is een haft uit de familie Heptageniidae. De wetenschappelijke naam van de soort is voor het eerst geldig gepubliceerd in 1987 door Hefti, Tomka & Zurwerra.
De soort komt voor in het Palearctisch gebied.